# مارك غودت
مارك غودت هو طبال كندي، ولد في 30 أكتوبر 1963.

## وصلات خارجية
- مارك غودت على موقع ميوزك برينز (الإنجليزية)
- مارك غودت على موقع أول ميوزيك (الإنجليزية)
- مارك غودت على موقع ديسكوغز (الإنجليزية)